# Karien

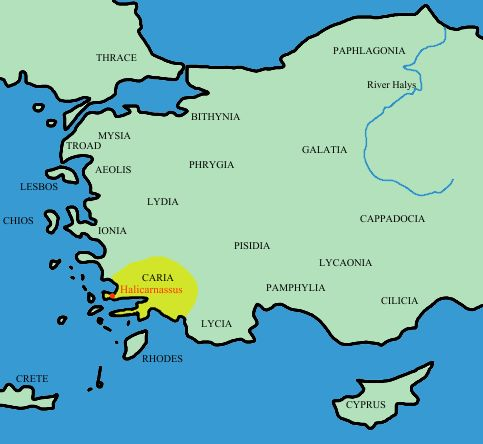
Ungefähre Lage Kariens in Kleinasien

Karien (altgriechisch Καρία Karía, lateinisch Caria) ist eine antike Landschaft im Südwesten Kleinasiens in der heutigen Türkei und war im Altertum ein zeitweise selbständiges Königreich. Als Randgebiet im Osten der griechischen Welt, das vielfältigen und unterschiedlichen Kultureinflüssen ausgesetzt war, zeichnet sich Karien als ein Mischkulturgebiet aus.

## Begriff
Der Begriff Karia leitet sich etymologisch aus dem Hethitischen ab und bedeutet „Land der Karer“ (zu diesem Volk siehe Karer). Karia war jedoch nicht nur eine Bezeichnung für das Land, welches das karische Volk jeweils besetzte, sondern auch für andere griechische Ortschaften, so zum Beispiel für die östliche Burg von Megara.

## Geographie
Die Region bestand zum größten Teil aus Berg- und Hügelland, in dem es nur vereinzelt Ebenen gab. Diese Gebirge waren von kleineren Flüssen durchzogen, deren wichtigster der Mäander und dessen Zuflüsse Marsyas und Harpasos waren. Im Südosten verliefen zudem der Xanthos und der Indos. Die Küste war ebenfalls sehr gebirgig, während sich die wenigen Ebenen auf die Flussmündungen beschränkten. Dies sorgte für einen erschwerten Zugang zum Landesinneren. Der Küste waren auch zahlreiche Inseln vorgelagert, deren wichtigste Pharmakussa, Patmos, Lepsia, Leros, Kalymna, Kos, Nisyros, Telos, Chalkia, Syme, Rhodos und Rhodussa waren. Wegen der sehr zerklüfteten Landschaft entwickelten sich zunächst nur isolierte kleinere Dörfer und erst später größere Städte. Die bedeutendsten Siedlungen waren im Verlauf der Jahrhunderte Priene, Myus, Herakleia, Milet, Bargylia, Myndos, Halikarnassos, Knidos, Daidala, Magnesia, Tralleis, Nysa, Alabanda, Stratonikeia, Mylasa, Labraunda, Kaunos, Keramos und Aphrodisias. Im Norden grenzte die Region an Lydien, wobei das Gebirge Messogis wahrscheinlich die Grenze darstellte. Im Osten lag Phrygien und im Süden Lykien.

## Wirtschaft
In den Bergen war Landwirtschaft nicht im größeren Stil möglich. Sie beschränkte sich daher auf die wenigen Ebenen und Flussmündungen. Dort wurde Getreide, Wein und Öl angebaut sowie Tierhaltung betrieben. Die Region war jedoch von großer Bedeutung für den Handel. In der Mäanderebene an der Küste war der Endpunkt einer Verkehrsstraße aus dem Landesinneren, die sich entlang des Flusslaufes etabliert hatte. Entlang der Küste verlief daneben eine große Seestraße, die den Orient mit dem Ägäischen Meer verband und von der vor allem die Küstenstädte profitierten.

## Geschichte
Karien könnte einer zwischen 1800 und 1200 v. Chr. in alten assyrischen und hethitischen Texten als Karkissa bezeichneten Region, die westlich des hethitischen Kernlandes lag, entsprechen. Danach erwähnte erst Homer die Karer erneut. Nach Herodots Beschreibung aus dem 5. Jahrhundert v. Chr. seien diese von den Ägäischen Inseln aus in Kleinasien eingewandert. Die Karer selbst hätten sich allerdings als alteingesessene Bewohner Südwestkleinasiens bezeichnet. Sprachwissenschaftliche Untersuchungen kamen zu dem Ergebnis, dass die karische Sprache mit dem Hethitischen verwandt war und deshalb die Einwanderung aus dem Landesinneren gekommen sein musste.
Zwischen 1200 und 800 v. Chr. wanderten vermehrt Griechen ein und mischten sich mit den einheimischen Karern, woraus eine Mischkultur entstand. Wenig später geriet die Region unter die Kontrolle des lydischen Königs Alyattes II., bevor sie um 547/46 v. Chr. an das Achämenidenreich fiel. In diesem war es fast immer relativ unabhängig integriert. Die Verwaltungshauptstadt der Satrapie wurde Halikarnassos. Zwischen 469/466 und 412 v. Chr. war ein Teil des Landes von den Griechen besetzt, bevor die persische Oberhoheit wiederhergestellt wurde. Im vierten Jahrhundert konnte die Dynastie der Hekatomniden relative Selbständigkeit wahren und unter Hekatomnos' jüngstem Sohn Pixodaros ihren Einfluss schließlich sogar nach Lykien ausdehnen. Im Jahre 334 v. Chr. wurde die Region von Alexander dem Großen erneut erobert. Nach dessen Tod wechselte sie in den Kriegen zwischen den Diadochenreichen oft den Herrscher, bis sie schließlich in den Jahren zwischen 129 und 42 v. Chr. sukzessive an das Römische Reich fiel.